# Józef Kupny
Józef Piotr Kupny (ur. 23 lutego 1956 w Dąbrówce Wielkiej) – polski duchowny rzymskokatolicki, doktor nauk humanistycznych w zakresie filozofii i socjologii, rektor Wyższego Śląskiego Seminarium Duchownego w Katowicach w latach 2001–2006, biskup pomocniczy katowicki w latach 2006–2013, arcybiskup metropolita wrocławski od 2013, zastępca przewodniczącego Konferencji Episkopatu Polski od 2024.

## Życiorys

### Młodość i wykształcenie
Urodził się 23 lutego 1956 w Dąbrówce Wielkiej (od 1975 w granicach Piekar Śląskich) w rodzinie Jana i Matyldy z d. Chrabki. Kiedy miał 2 lata wraz z rodziną przeniósł się z Dąbrówki Wielkiej do Chorzowa, gdzie w latach 1971–1975 kształcił się w Liceum Ogólnokształcącym im. Marii Curie-Skłodowskiej, które ukończył zdaniem egzaminu dojrzałości.
W 1975 został przyjęty do Wyższego Śląskiego Seminarium Duchownego w Krakowie. Po kilku tygodniach otrzymał powołanie do odbycia zasadniczej służby wojskowej. Przez 2 lata służył w specjalnej jednostce kleryckiej w Brzegu. 28 lutego 1982 został wyświęcony na diakona przez biskupa diecezjalnego katowickiego Herberta Bednorza, który 31 marca 1983 w katedrze Chrystusa Króla w Katowicach udzielił mu również święceń prezbiteratu. Inkardynowany został do diecezji katowickiej. Magisterium z teologii uzyskał w Papieskiej Akademii Teologicznej w Krakowie na podstawie pracy Nauczanie społeczne Jana Pawła II w czasie wizyty-pielgrzymki w Polsce (2–10.06.1979).
Studia kontynuował w zakresie teologii praktycznej w Studium Pastoralnym Akademii Teologii Katolickiej w Warszawie – Punkcie Konsultacyjnym w Katowicach. W 1986 na podstawie rozprawy Nauczanie społeczne Jana Pawła II w Polsce uzyskał licencjat z teologii. W latach 1986–1990 odbył studia na Wydziale Nauk Społecznych Katolickiego Uniwersytetu Lubelskiego, które ukończył z magisterium z socjologii na podstawie pracy Społeczne uwarunkowanie rozwoju osoby w nauczaniu Jana Pawła II. W 1993 na podstawie dysertacji Antropologiczne podstawy nauczania społecznego Jana Pawła II uzyskał doktorat z nauk humanistycznych w zakresie filozofii i socjologii.

### Prezbiter
W latach 1983–1984 pracował jako wikariusz w parafii Podwyższenia Krzyża Świętego i Matki Bożej Uzdrowienia Chorych w Katowicach. W 1984 rozpoczął pracę w stacji duszpasterskiej Matki Bożej Piekarskiej w Katowicach przy budowanym tam kościele. Kiedy w następnym roku przemieniono ją w parafię, został jej wikariuszem.
W 2001 objął funkcję zastępcy dyrektora Wydziału Duszpasterstwa Ogólnego Kurii Metropolitalnej w Katowicach. W 2001 został członkiem archidiecezjalnej rady kapłańskiej, a w 2003 kolegium konsultorów. W ramach prac II Polskiego Synodu Plenarnego współtworzył dokument Kościół wobec życia społeczno-gospodarczego.
W 2003 otrzymał godność kapelana Jego Świątobliwości.

### Działalność naukowo-dydaktyczna
W 1992 został asystentem, a w 1998 adiunktem w Katedrze Katolickiej Nauki Społecznej Katolickiego Uniwersytetu Lubelskiego. Był wykładowcą katolickiej nauki społecznej w filii Katolickiego Uniwersytetu Lubelskiego w Stalowej Woli oraz w Instytucie Wyższej Kultury Religijnej, Studium Teologicznym, Studium Katolickiej Nauki Społecznej w Katowicach. W 1993 został wykładowcą socjologii religii i socjologii parafii w Wyższym Śląskim Seminarium Duchownym w Katowicach. Prowadził również wykłady zlecone na Wydziale Teologicznym Uniwersytetu Śląskiego w Katowicach. W sierpniu 2001 został rektorem Wyższego Śląskiego Seminarium Duchownego w Katowicach.
W 1999 wszedł w skład kolegium redakcyjnego „Śląskich Studiów Historyczno-Teologicznych”. Został członkiem Polskiego Towarzystwa Teologicznego, Polskiego Towarzystwa Socjologicznego i Towarzystwa Naukowego Katolickiego Uniwersytetu Lubelskiego.

### Biskup
21 grudnia 2005 papież Benedykt XVI mianował go biskupem pomocniczym archidiecezji katowickiej i biskupem tytularnym Vanariony. Święcenia biskupie otrzymał 4 lutego 2006 w archikatedrze Chrystusa Króla w Katowicach. Udzielił mu ich Damian Zimoń, arcybiskup metropolita katowicki, z towarzyszeniem Wiktora Skworca, biskupa diecezjalnego tarnowskiego, i Stefana Cichego, biskupa diecezjalnego legnickiego. Jako dewizę biskupią przyjął słowa „Christus dilexit nos” (Chrystus nas umiłował). 7 lutego 2006 został ustanowiony przez arcybiskupa Damiana Zimonia wikariuszem generalnym archidiecezji. Był członkiem archidiecezjalnej rady kapłańskiej, rady duszpasterskiej i kolegium konsultorów.
18 maja 2013 papież Franciszek mianował go arcybiskupem metropolitą wrocławskim. Urząd kanonicznie objął 16 czerwca 2013. Tego samego dnia odbył ingres do archikatedry św. Jana Chrzciciela we Wrocławiu. Objął również urząd wielkiego kanclerza Papieskiego Wydziału Teologicznego we Wrocławiu. Paliusz otrzymał od papieża Franciszka w bazylice św. Piotra 29 czerwca 2013.
W ramach Konferencji Episkopatu Polski był w latach 2011–2021 przewodniczącym Rady ds. Społecznych, w latach 2008–2018 delegatem ds. Ruchów i Stowarzyszeń Katolickich, w latach 2015–2025 delegatem ds. Duszpasterstwa Ludzi Pracy, a w latach 2021–2025 delegatem ds. Duszpasterstwa Przedsiębiorców i Pracodawców. W 2024 został zastępcą przewodniczącego Konferencji Episkopatu Polski oraz współprzewodniczącym Komisji Wspólnej Przedstawicieli Rządu RP i KEP. W Radzie Stałej zasiadał z wyboru, w latach 2012–2013 jako biskup pomocniczy, a w latach 2013–2023 jako biskup diecezjalny, w 2024 po wyborze na zastępcę przewodniczego KEP dołączył do niej z urzędu. Ponadto został członkiem Ogólnopolskiego Komitetu Organizacyjnego Obchodów 1050. Rocznicy Chrztu Polski w 2016 r. oraz Komisji ds. Polonii i Polaków za Granicą (od 2021 Zespołu przy Delegacie KEP ds. Duszpasterstwa). Główny autor dokumentu społecznego Episkopatu W trosce o człowieka i dobro wspólne z 2012.
Konsekrował biskupów pomocniczych wrocławskich Jacka Kicińskiego (2016) i Macieja Małygę (2022), a także biskupa pomocniczego legnickiego Piotra Wawrzynka (2023).
W 2013 był przewodniczącym kapituły Śląskiej Nagrody im. Juliusza Ligonia. W 2017 ustanowił Medal Świętej Jadwigi Śląskiej.

## Odznaczenia i wyróżnienia
W 2016 prezydent RP Andrzej Duda nadał mu Krzyż Oficerski Orderu Odrodzenia Polski. W 2009 został przyjęty w poczet członków Zakonu Rycerskiego Grobu Bożego w Jerozolimie, w zakonie otrzymał rangę Komandora z Gwiazdą.
W 2017 został udekorowany Złotym Medalem za Zasługi dla Policji i Złotym Medalem za Zasługi dla Pożarnictwa, w 2019 Medalem Komisji Edukacji Narodowej i Srebrnym Medalem „Zasłużony Kulturze Gloria Artis”, a w 2020 Medalem 100-lecia Powstania Policji Państwowej oraz medalem 30-lecia powstania NSZZ Policjantów.
W 2014 otrzymał tytuł honorowego obywatela Chorzowa. W 2019 został wyróżniony Trzebnicką Nagrodą Henryk, przyznawaną przez Burmistrza Gminy Trzebnica.
W 2018 został odznaczony Złotym Medalem Papieskiego Wydziału Teologicznego we Wrocławiu.
W 2018 został przyjęty do konfraterni paulińskiej. W 2019 otrzymał Krzyż Niepodległości z Gwiazdą kl. I za zasługi patriotyczne i działalność na rzecz środowiska policyjnego. Został laureatem nagrody Orzeł Piastów Śląskich za rok 2019, przyznanej przez Regionalną Izbę Gospodarczą w Katowicach.